# Ally Mtoni
Ally Abdulkarim Mtoni (Dar es Salaam, 13 marzo 1993 – Dar es Salaam, 11 febbraio 2022) è stato un calciatore tanzaniano, difensore del Lipuli e della Nazionale tanzaniana.

## Carriera

### Nazionale
Ha debuttato in Nazionale il 18 novembre 2018, in Lesotho-Tanzania (1-0), gara valida per le Qualificazioni alla Coppa d'Africa 2019.